# Chorda semper oberrat eadem
La locuzione latina Chorda semper oberrat eadem, tradotta letteralmente, significa sbaglia sempre la stessa corda (Orazio, Ars poetica).
Per similitudine - al suonatore che, eseguito male un pezzo e capito l'errore, nel rieseguirlo sbaglia sempre sullo stesso passaggio musicale - la frase equivale a dire, di una persona, che persevera sempre nello stesso errore.

## Uso
La locuzione può essere usata in una discussione per ricordare con eleganza, all'interlocutore, che l'argomento del contendere è già stato affrontato e risolto in precedenza e quindi è inopportuno riprenderlo.